# HMS Santa Margarita
Pour les articles homonymes, voir Margarita.
La Santa Margarita est une frégate de cinquième rang construite en 1774 à Ferrol pour la marine espagnole. Capturée par la Royal Navy en 1779 et renommée HMS Santa Margarita, elle restera en service 60 ans dans celle-ci,, participant à diverses batailles durant la guerre d'indépendance des États-Unis, les guerres de la Révolution française et les guerres napoléoniennes avant d'être vendue en 1836.

## Carrière sous pavillon espagnol et capture
La Santa Margarita est construite à Ferrol en 1774. Elle est capturée le 11 novembre 1779 au large de Lisbonne par le HMS Tartar (capitaine Alex Graeme). Elle est réparée à Sheerness de février 1780 à juin 1781 avant de reprendre du service dans la Royal Navy britannique.

### Sources et bibliographie
- (en) Cet article est partiellement ou en totalité issu de l’article de Wikipédia en anglais intitulé « HMS Santa Margarita (1779) » (voir la liste des auteurs).
- (en) J.J. Colledge et Ben Warlow, Ships of the Royal Navy : The Complete Record of all Fighting Ships of the Royal Navy, Londres, Chatham Publishing, 2006 (1re éd. 1969), 396 p. (ISBN 978-1-86176-281-8) ;
- (en) Rif Winfield, British Warships of the Age of Sail 1714–1792 : Design, Construction, Careers and Fates, Seaforth, 2007, 416 p. (ISBN 978-1-86176-295-5).